# ON Semiconductor
ON Semiconductor (využívající obchodní značku Onsemi) je nadnárodní výrobce a dodavatel polovodičů a integrovaných obvodů.
Navrhuje a vyrábí hlavně prvky pro managment napájecí a signální aplikace, logické, diskrétní prvky a zařízení dle individuálních požadavků zákazníka. Jejich výrobky jsou určeny například pro automobilový průmysl, komunikace, výpočetní techniku, spotřební i průmyslové aplikace, LED osvětlení, lékařské, vojenské/letecké i výkonové aplikace. Onsemi provozuje síť výrobních zařízení, prodejních míst a design (vývojových) center v Severní Americe, Evropě a asijsko-tichomořské oblasti. Globální ústředí společnosti je ve Phoenixu v Arizoně (USA).
Společnost vznikla jako divize společnosti Motorola pro výrobu diskrétních analogových a logických obvodů. K oddělení od firmy Motorola a k založení nezávislé společnosti došlo 4. srpna 1999. Bezprostředně před tím šlo o dceřinou společnost (zcela vlastněnou Motorolou).
V roce 2003 ON Semiconductor vykoupila akcie minoritních akcionářů českých společností Tesla Sezam a Terosil sídlících v Rožnově pod Radhoštěm a stala se jejich jediným vlastníkem. Společnost ON Semiconductor koupila 19. září 2016 společnost Fairchild Semiconductor za 2,4 miliardy dolarů.

## Onsemi ve světě

### Vývojová centra[zdroj?]
- Spojené státy: Phoenix (Arizona), Santa Clara (Kalifornie), Longmont (Colorado), Pocatello (Idaho), Lower Gwynedd (Pensylvánie), East Greenwich (Rhode Island), Austin (Texas), Plano (Texas), American Fork (Utah)
- Kanada: Burlington, Waterloo
- Německo: Mnichov
- Belgie: Mechelen, Oudenaarde, Vilvoorde
- Česká republika: Rožnov pod Radhoštěm, Brno
- Francie: Toulouse
- Irsko: Limerick
- Slovensko: Piešťany, Bratislava, Žilina
- Švýcarsko: Marin
- Rumunsko: Bukurešť
- Tchaj-wan : Tchaj-pej
- Indie: Bengalúr, Noida
- Čína: Šanghaj
- Jižní Korea: Soul

### Výrobní závody[zdroj?]
- Spojené státy: Phoenix (Arizona), Pocatello (Idaho), Gresham (Oregon), East Fishkill (New York)
- Kanada: Burlington
- Belgie: Oudenaarde
- Česká republika: Rožnov pod Radhoštěm. V červnu 2024 firma oznámila rozšíření výroby v rožnovském závodě s investicí 46,3 miliardy korun. Tato investice je nejvyšší v novodobé historii České republiky.[6]
- Čína: Le-šan, Šen-čen
- Japonsko: Aizu, Gifu, Gunma, Hanyu, Kasukawa, Niigata
- Malajsie: Seremban
- Filipíny: Tarlac, Calamba, Carmona
- Thajsko: Ajutthaja
- Vietnam: Ho Či Minovo Město

## Akvizice
Mnoho vývojových a výrobních částí korporace je výsledkem jejich převzetí (viz akvizice).
- duben 2000 – Cherry Semiconductor
- leden 2008 – divize "CPU Voltage and PC Thermal Monitoring Business" společnosti Analog Devices (náklady 184 miliónů USD)
- březen 2008 – společnost AMI Semiconductor (náklady 915 miliónů USD)
- říjen 2008 – společnost Catalyst Semiconductor (náklady 115 miliónů USD)
- listopad 2009 – společnost PulseCore (náklady 17 miliónů USD)
- leden 2010 – společnost California Micro Devices
- červen 2010 – společnost Sound Design Technologies
- leden 2011 – společnost SANYO Semiconductor